# Carex grioletii
Carex grioletii là một loài thực vật có hoa trong họ Cói. Loài này được Roem. ex Schkuhr mô tả khoa học đầu tiên năm 1806.